# کارآگاه کونان: یک ربع سکوت
کارآگاه کونان: یک ربع سکوت (名探偵コナン 沈黙の１５分 Meitantei Konan: Chinmoku no Kwōtā) یک انیمه مهیج رازآلود ژاپنی محصول ۲۰۱۱ و پانزدهمین فیلم از مجموعه فیلم‌های کارآگاه کونان است که در ۱۶ آوریل ۲۰۱۱ منتشر شد.